# Autokracja
Autokracja (gr. autokratés, samowładny, αυτός ‘sam’ + κρατέω ‘rządzić’) – system rządów sprawowany przez jedną osobę lub niewielką grupę osób, posiadającą nieograniczoną władzę, będącą poza jakąkolwiek kontrolą społeczną.
Głównymi wyróżnikami autokratycznych systemów państwowych jest skoncentrowanie całej władzy państwowej w ręku jednostki bądź grupy, panującej za pomocą monolitycznie i hierarchicznie zorganizowanego aparatu nad społeczeństwem pozbawionym legalnych form wpływu na powoływanie i zmienianie rządzących oraz na programy i metody rządzenia.